# Хо-Ни III
Самоходная артиллерийская установка Тип 3 (яп. 三式砲戦車 — букв. «пушечный танк»), «Хо-Ни III» (яп. ホニ III) — японская самоходная артиллерийская установка (САУ) периода Второй мировой войны, класса противотанковых САУ, средняя по массе. Создана инженерами компании «Мицубиси» на шасси среднего танка Тип 97 «Чи-Ха», в 1944—1945 годах из линейных танков была переоборудована 31 САУ этого типа. Существующие фотографии позволяют предположить, что в САУ «Хо-Ни III» переоборудовались также и танки Тип 1 «Чи-Хе». Выпущенные САУ поступали на вооружение 4-й танковой дивизии, предназначавшейся для защиты Японских островов от возможного вторжения войск США. Ввиду окончания войны, в боях участия не принимали.